# 10000 ق م (فلم)
10,000 ق م (بالإنجليزية: 10,000 BC) هو فيلم ملحمي أمريكي من وارنر بروذرز أخرجه رولان إميريش و خرج للصالات الأمريكية في 10 فبراير 2008 قدرت عائدات الفيلم ب300,414,491$.

## وصلات خارجية
- مقالات تستعمل روابط فنية بلا صلة مع ويكي بيانات